# Bagendung
Bagendung is een bestuurslaag in het regentschap Cilegon van de provincie Banten, Indonesië. Bagendung telt 3715 inwoners (volkstelling 2010).